# Nissi
Nissi (Estisch: Nissi vald) is een voormalige gemeente in de Estlandse provincie Harjumaa. De gemeente telde 2834 inwoners op 1 januari 2017 en had een oppervlakte van 264,7 km². In oktober 2017 werd de gemeente bij de gemeente Saue vald gevoegd. Alleen de plaats Rehemäe ging naar de gemeente Lääne-Nigula in de provincie Läänemaa.
De hoofdplaats Riisipere en de plaats Turba hebben de status van alevik (vlek), de 17 kleinere nederzettingen in de gemeente, waarvan Ellamaa en Lehetu de grootste waren, waren dorpen.

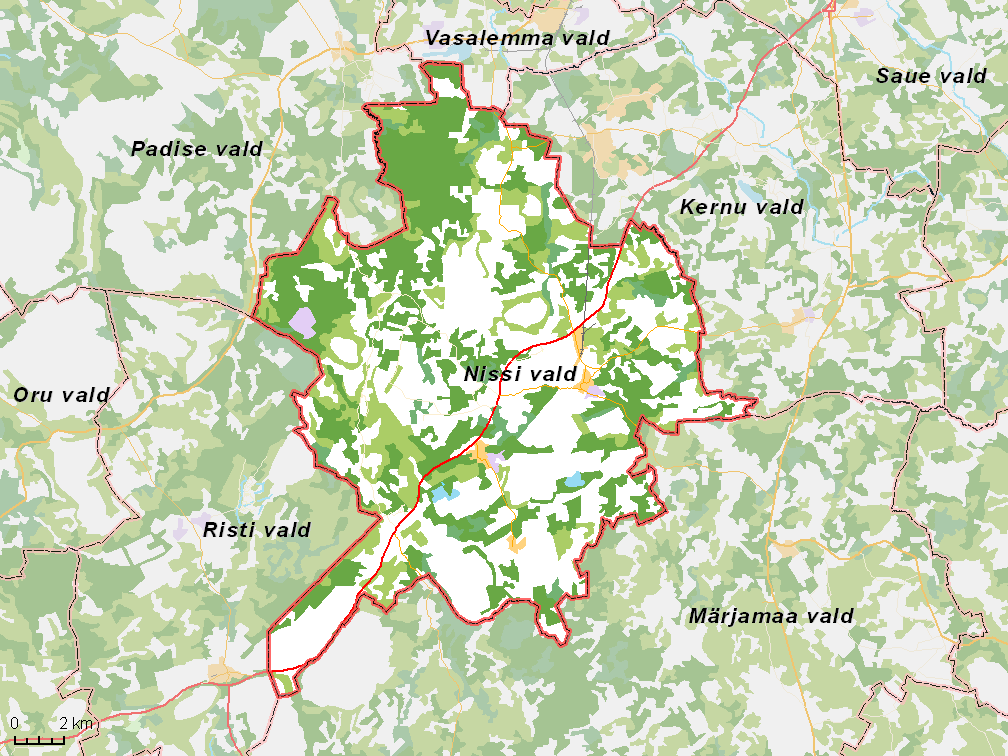
De gemeente met omliggende gemeenten, situatie begin 2017